# Konkret (tidskrift, 1967–1969)
För andra betydelser, se Konkret.
Konkret var en svensk socialistisk tidskrift som gavs ut med 8–9 nummer om året, under perioden 1967–1969. Chefredaktör och mest drivande bakom tidskriften var Nordal Åkerman, inledningsvis tillsammans med sin fru Sigrid Åkerman och Bo Cavefors som står som ansvarig utgivare för första numret. Cavefors förekom inte senare i redaktionen, varför Nordal även blev ansvarig utgivare och efter ett par nummer tillkom Jan Axel Stoltz som biträdande ekonomichef.
Under första året bar tidskriften underskriften det nya månadsmagasinet men i och med första numret 1968 byttes texten till det radikala månadsmagasinet.
Återkommande skribenter var bland andra Jan Myrdal, Ernst Wigforss, Hans Esping, Kristina Ahlmark, Roland Pålson, Sven-Eric Liedman, Victor Svanberg, Lasse Söderberg, Peter Weiss, Sven Delblanc, P.O. Enqvist, Karin Mannheimer, Bengt Olvång, Ingmar Glanzelius, Jenny Ljunghill och Siv Widerberg. Tidningen skrev bland annat om politik, samhällsutveckling, ekonomi, kultur, naturvård, kriminalvård, juridik, utbildningsfrågor och massmedia. I andra numret 1967, med 16 sidor och bostadspolitik, skrev bland annat statsrådet Olof Palme om stadsplanering.
I första numrets ledare skriver Åkerman att det inte var en slump att Konkret lanserades nästan på årsdagen av att socialdemokratiska Stockholms-Tidningen lagts ned, utan att den nya tidskriften skulle försök fylla det tomrum som nedläggningen skapat och fungera som en oberoende radikal, men samtidigt populärt inriktad tidskrift för den politiska vänstern i Sverige.